# Гуатіре
Гуатіре — місто у венесуельському штаті Міранда. 2006 року населення міста становило 200 417 чоловік.
Є частиною міської агломерації, Великого Каракаса.